# الانتخابات العامة الماليزية 2022
أُجريت الانتخابات العامة الماليزية لعام 2022، (بالإنجليزية: 2022 Malaysian general election)‏، تعرف رسميًا بالانتخابات العامة الماليزية الخامسة عشرة (بالملايو: Pilihan raya umum ke-15)، في 19 نوفمبر 2022 لانتخاب أعضاء ديوان الرعية في البرلمان الخامس عشر لماليزيا.
كان هناك احتمالية عالية لإجراء انتخابات مبكرة بسبب الأزمة السياسية الماليزية 2020-2022. حيث أدى عدم الاستقرار السياسي الناجم عن تحول الائتلافات أو انتقال بعض أعضاء البرلمان من حزب لآخر، جنبًا إلى جنب مع تداعيات جائحة فيروس كورونا في ماليزيا، إلى استقالة اثنين من رؤساء الوزارة وانهيار حكومتيهما الائتلافيتين منذ الانتخابات العامة في 2018.
كان من المقرر أن تنتهي مدة البرلمان الرابع عشر لماليزيا في 16 يوليو 2023، أي بعد خمس سنوات من الاجتماع الأول للدورة الأولى للبرلمان الرابع عشر التي كانت في 16 يوليو 2018. وقد قام ملك ماليزيا (الاسم الرسمي للمنصب: يانغ دي بيرتوان أغونغ The Yang di-Pertuan Agong)، عبد الله أحمد شاه في 10 أكتوبر 2022 بحل المجلس التشريعي بناءً على طلب رئيس الوزراء آنذاك إسماعيل صبري يعقوب. ووفقًا للدستور، فإنه يجب إجراء الانتخابات في غضون 60 يومًا من تاريخ حل المجلس، مما يجعل 9 ديسمبر 2022 هو آخر يوم محتمل لإجراء الاقتراع محتمل.
تاريخياً، أجريت الانتخابات العامة لجميع المجالس التشريعية للولايات في ماليزيا باستثناء ساراواك بشكل متزامن وذلك لتوفير التكاليف. ومع ذلك، يمكن للولايات حل مجالسها التشريعية بشكل مستقل عن البرلمان، وقد أجرت عدة ولايات (صباح ومالاكا وجوهور) انتخابات مبكرة نتجت عن حدوث أزمات سياسية، مما أدى إلى تغيير الدورة الانتخابية المعتادة لتلك الولايات وعدم تزامنها مع الانتخابات العامة. وقد أشارت هذه الولايات وساراواك إلى أنها لن تجري انتخاباتها في نفس يوم الانتخابات العامة. علاوة على ذلك، صرحت عدة ولايات أخرى، ولا سيما تلك التابعة لحكومة تحالف الأمل (باكاتان هارابان PH) أو حكومة التحالف الوطني (بيريكاتان ناسيونال PN)، بأنها تفضل إكمال فترة ولاية كاملة. بحلول 19 أكتوبر، أكدت جميع الولايات التي تقودها باكاتان، وهي ولايات بينانج وسيلانجور ونيجيري سمبيلن، وكذلك الولايات التي يقودها بريكاتان، وهي ولايات كيدا وكلنتن وترينجانو، عدم حل المجالس التشريعية لهذه الولايات.
هذه الانتخابات هي الأولى التي يحق فيها لمن تتراوح أعمارهم بين 18 و20 عامًا التصويت، وذلك بعد تعديل دستوري لتغيير سن الاقتراع من 21 إلى 18 عامًا. بالإضافة إلى ذلك، فقد جرى تسجيل جميع الناخبين تلقائيًا، وبالتالي توسع عدد الناخبين بنحو 6 ملايين شخص أو 31٪.
أُعلنت نتائج 220 من أصل 222 مقعدًا في ديوان الرعية يوم 20 نوفمبر 2022. وجرى تأجيل الانتخابات في دائرة بادانغ سيراي إلى 7 ديسمبر بسبب وفاة مرشح تحالف باكاتان هارابان، كاروبايا موثوسامي، قبل 3 أيام من يوم الاقتراع. كذلك فقد جرى تعليق التصويت في برعام يوم الاقتراع بسبب الفيضانات والظروف الجوية السيئة مما منع عمال الاقتراع من الوصول إلى مراكز الاقتراع، على أن يُقام الاقتراع في 21 نوفمبر.
نتج عن هذه الانتخابات برلمان معلق حيث لم يتمكن أي حزب من تحقيق الأغلبية، وهي أول انتخابات اتحادية تحقق مثل هذه النتيجة في تاريخ ماليزيا. فاز تحالف PN في الولايات الساحلية الشمالية الغربية والشرقية لشبه جزيرة ماليزيا، وفاز أيضًا بكل المقعد في ولايات برليس وكلنتن وترغكانو، وكلها باستثناء مقعد واحد في قدح. بينما أبقى تحالف باكاتان هارابان PH على عدد كبير من المقاعد في ديوان الرعية وإن كان ذلك بنصيب أقل، وكانت أكبر خسائره في قدح. هبط حزب الجبهة الوطنية (باريسان ناسيونال) المهيمن تاريخياً إلى المركز الثالث، بعد أن فقد معظم مقاعده لصالح تحالف بيريكاتان ناسيونال. كما خسر عدد من النواب الحاليين المعروفين مقاعدهم، بما في ذلك رئيس الوزراء السابق مهاتير محمد في لانكاوي، ووزير المالية السابق تنغكو رازالي حمزة في غوا موسانغ، ووزير التجارة ومينتير بيسار (رئيس حكومة الولاية) في سيلانغور، وأزمين علي في جومباك، ووزيرة الإسكان السابقة زريدة قمر الدين في أمبانج، ووزير التجارة الداخلية السابق سيف الدين نصيون إسماعيل في كليم بندر باهارو، وكذلك أبناء أنور إبراهيم ومهاتير محمد على التوالي، نور العزة أنور ومخريز مهاتير. كذلك هُزم كل من وزيري الأقاليم الفيدرالية السابقين، من BN وPH، Tengku Adnan Tengku Mansor وخالد عبد الصمد، في بوتراجايا وTitiwangsa على التوالي. وقد فشل وزير المالية الحالي والسيناتور تنكو زافرول عزيز في الفوز بمقعد في ديوان الرعية عن كوالا سيلانجور، وفشل وزير الصحة خيري جمال الدين في هزيمة مرشح باكاتان هارابان في سونغاي بولوه.
بعد إعلان النتائج وإجراء المشاورات، جرى تعيين أنور إبراهيم، رئيس باكاتان هارابان، وأدى اليمين الدستورية كرئيس للوزراء في 24 نوفمبر 2022. حصل أنور إبراهيم على دعم من PH وBN وGPS وWarisan وMUDA وPBM وكذلك نواب مستقلين. كما أعربت GRS عن دعمها لأنور إبراهيم. وقال رئيس حزب PN محيي الدين ياسين إن الحزب سكون في صفوف المعارضة.

## خلفية

### الانتخابات السابقة
أسفرت الانتخابات الفيدرالية لعام 2018 عن تغيير في الحكومة لأول مرة في تاريخ ماليزيا منذ إجراء الانتخابات المباشرة لأول مرة في عام 1955. حيث فاز باكاتان هارابان، الذي كان آنذاك ائتلاف يسار الوسط بين أربعة أحزاب، بـ 113 مقعدًا في ديوان الرعية (أغلبية بمقعدين) ضد تحالف باريسان الوطني اليميني، الذي حصل على 79 مقعدًا. دخل باكاتان هارابان الحكومة على المستوى الفيدرالي بدعم من حزب تراث صباح. كما شهدت انتخابات الولاية المتزامنة فوز باكاتان هارابان بالأغلبية لأول مرة في جوهور ومالاكا ونيجيري سمبيلان. بينما كانت مجالس ولايات قدح وبيراك وصباح برلمانات معلقة، لكن التغييرات في عضوية الحزب لبعض الأعضاء بعد الانتخابات سمحت لباكتان هارابان (أو حزب تراث الصباح في صباح) بدخول الحكومة في هذه الولايات أيضًا.

### أحداث مهمة
في يوليو 2019، سن البرلمان قانون (تعديل) الدستور لعام 2019، والذي تضمن أحكامًا لخفض سن الاقتراع إلى 18 عامًا والسماح بالتسجيل التلقائي للناخبين. أعلنت مفوضية الانتخابات في يونيو 2020 أن الاستعدادات لهذه التغييرات ستكون جاهزة بحلول يوليو 2021. وبذلك تُعد انتخابات 2022 أول انتخابات يحق فيها للفئة العمرية 18-20 عامًا التصويت.
حوكم رئيس الوزراء السابق نجيب رزاق بعد خسارته في إعادة انتخابه في عام 2018، وأدين وسجن فيما يتعلق بفضيحة الصندوق السيادي. أثرت تلك الفضيحة بشدة على المنظمة الوطنية الماليزية المتحدة المنظمة الوطنية الملايوية المتحدة في الانتخابات السابقة وظل لها تأثير مستمر في السياسة الماليزية، لأن المحاكمات والتحقيقات لا تزال مستمرة.
ظهر وباء فيروس كورونا في ماليزيا كأزمة صحية كبيرة منذ أوائل عام 2020. وكان له آثار كبيرة على الاقتصاد والمجتمع في ماليزيا.

### الأزمة السياسية 2020-2022
بدأت أزمة سياسية في ماليزيا في أوائل عام 2020، مما أدى إلى استقالة رئيسي وزراء وتحولات مهمة في البرلمان على مدى العامين التاليين. ففي أواخر فبراير 2020، انسحبت أغلبية من 32 عضوًا في حزب السكان الأصليين الماليزي المتحد من الائتلاف الحاكم بقيادة باكاتان هارابان، مما تسبب في أفقد الحزب الأغلبية في ديوان الرعية، ودخل في شراكة مع باريسان ناسيونال. ثم استقال رئيس الوزراء مهاتير محمد، مما تسبب في فراغ في السلطة التنفيذية. أصبحت هذه الحركة فيما بعد تُعرف باسم شيراتون موف Sheraton Move. في 1 مارس، جرى تعيين محي الدين ياسين رئيسًا للوزراء، وتشكلت حكومة أقلية بقيادة حزب السكان الأصليين الماليزيين تحت تحالف جديد بيريكاتان ناسيونال، بدعم من باريسان ناسيونال. استمر عدم الاستقرار السياسي بعد ذلك، وتفاقم بسبب تأثير وباء فيروس كورونا. تصاعدت الأزمة في منتصف عام 2021، مما أدى إلى فقدان محي الدين الدعم البرلماني ثم استقالته. في 20 أغسطس 2021، عُين إسماعيل صبري يعقوب رئيسًا للوزراء كبديل له.
أدى عدم الاستقرار السياسي إلى دعوات لإجراء انتخابات عامة مبكرة من العديد من المشرعين، وكانت هناك تكهنات بأنه ستُجرى انتخابات عامة منذ عام 2020. أعلن إسماعيل صبري في يونيو 2022 إنه لن يؤجل حل البرلمان، وسط ضغوط مستمرة من حزبه UMNO لإجراء انتخابات عامة في أقرب وقت ممكن. وقال إنه سيتشاور مع حلفائه في تحالف باريسان الوطني وكذلك مع قادة حزبه UMNO حول الموعد. أعلن إسماعيل صبري حل البرلمان في 10 أكتوبر 2022.

## النظام الانتخابي
تجري الانتخابات في ماليزيا على المستوى الفيدرالي وعلى مستوى الولايات. تنتخب الانتخابات الفيدرالية أعضاء ديوان الرعية (وهو مجلس النواب في البرلمان)، بينما تنتخب انتخابات الولايات في كل ولاية من الولايات الـ13 أعضاء الجمعية التشريعية للولاية الخاصة بها. نظرًا لأن ماليزيا تتبع نظام وستمنستر للحكومة، فإن رئيس الحكومة (رئيس الوزراء على المستوى الفيدرالي ورؤساء الوزراء، ما يسمى Menteri Besar، على مستوى الولاية) هو الشخص الذي يحظى بثقة غالبية الأعضاء في الهيئة التشريعية المعنية - عادة ما يكون هو زعيم الحزب أو الائتلاف الذي يتمتع بأغلبية المقاعد في المجلس التشريعي.
يتكون ديوان الرعية من 222 عضوًا، يُعرفون بأعضاء البرلمان (MPs)، يجري انتخابهم لمدة خمس سنوات. يُنتخب كل نائب نائب من دائرة انتخابية ذات عضو واحد باستخدام نظام الفوز للأكثر أصواتًا. إذا حصل حزب واحد على أغلبية المقاعد، فيحق لهذا الحزب تشكيل الحكومة، على أن يصبح زعيم الحزب رئيسًا للوزراء. في حالة وجود برلمان معلق، حيث لم يحصل حزب واحد على أغلبية المقاعد، يمكن للحكومة أن تتشكل من خلال ائتلاف أو اتفاقية دعم مع الأحزاب الأخرى. غالبًا ما تستمر التحالفات في ماليزيا بشكل عام بين الانتخابات، ولا تتنافس الأحزاب الأعضاء عادة على نفس المقاعد.
صدر قانون لتعديل الدستور في يوليو 2019، وقد نص على خفض سن الاقتراع إلى 18 سنة والتسجيل التلقائي للناخبين. كان سن الاقتراع في السابق هو 21 سنة على الرغم من أن سن الرشد في البلاد كان 18 سنة. دخل التسجيل التلقائي للناخبين وسن التصويت المنخفض حيز التنفيذ في وقت واحد في أوائل عام 2022، وبذلك فإن هذه الانتخابات هي أول انتخابات اتحادية تُطبق ذلك الامتياز الانتخابي الموسع. التصويت ليس إجباريًا في ماليزيا. تخضع مفوضية الانتخابات لسلطة رئيس الوزراء.
بدأت العديد من المنافذ الإخبارية وشركات النشر في عام 2022 في إطلاق تطبيقات ومواقع للإعلان عن نتائج وأخبار الانتخابات.

## الجدول الزمني

### حل مجلس النواب
جرى حل البرلمان الرابع عشر لماليزيا في 10 أكتوبر 2022، خلال خطاب تلفزيوني خاص ألقاه رئيس الوزراء إسماعيل صبري يعقوب، وبعد لقاء مع يانغ دي بيرتوان أغونغ، عبد الله، في اليوم السابق، حيث قدم الموافقة على الحل، على أن تُجرى الانتخابات في غضون 60 يومًا، أي قبل 9 ديسمبر 2022.
يتطلب دستور ماليزيا إجراء انتخابات عامة في السنة التقويمية الخامسة بعد الجلسة الأولى للبرلمان، ما لم يجري حله في وقت سابق من قِبل Yang di-Pertuan Agong بعد اقتراح بحجب الثقة أو فقدان الدعم أو طلب من رئيس الوزراء.

### حل المجالس التشريعية للولايات
في حين أنه يجوز لأي ولاية حل مجلسها التشريعي بشكل مستقل عن البرلمان، إلا أن معظم مجالس الولايات جرى حلها تاريخيًا في نفس الوقت تقريبًا مع البرلمان، لإجراء الانتخابات الفيدرالية وانتخابات الولاية في وقت واحد. وفقًا للقانون الماليزي، تنتهي صلاحية البرلمان والمجالس التشريعية لكل ولاية تلقائيًا بعد خمس سنوات من تاريخ الجلسة الأولى للمجلس، ما لم يجري حله قبل ذلك التاريخ من قبل رؤساء الولايات المعنيين بناءً على مشورة رئيس الحكومة. يجب إجراء الانتخابات في غضون ستين يومًا من انتهاء الصلاحية أو الحل.
| تاريخ نهاية الهيئة التشريعية لكل ولاية وتاريخ حلها الفعلي | تاريخ نهاية الهيئة التشريعية لكل ولاية وتاريخ حلها الفعلي | تاريخ نهاية الهيئة التشريعية لكل ولاية وتاريخ حلها الفعلي | تاريخ نهاية الهيئة التشريعية لكل ولاية وتاريخ حلها الفعلي | تاريخ نهاية الهيئة التشريعية لكل ولاية وتاريخ حلها الفعلي | تاريخ نهاية الهيئة التشريعية لكل ولاية وتاريخ حلها الفعلي | تاريخ نهاية الهيئة التشريعية لكل ولاية وتاريخ حلها الفعلي |
| السلطة التشريعية (ورقم الفترة)                            | بدأ الفترة                                                | المراجع                                                   | نهاية الفترة (في أو قبل)                                  | أخر تاريخ ممكن للانتخابات                                 | تاريخ الحل الفعلي                                         | المراجع                                                   |
| --------------------------------------------------------- | --------------------------------------------------------- | --------------------------------------------------------- | --------------------------------------------------------- | --------------------------------------------------------- | --------------------------------------------------------- | --------------------------------------------------------- |
| باهانج (14)                                               | 2 يوليو 2018                                              | [ 33 ]                                                    | 2 يوليو 2023                                              | 31 أغسطس 2023                                             | 14 أكتوبر 2022                                            | [ 34 ]                                                    |
| بيرليس (14)                                               | 20 يوليو 2018                                             | [ 35 ]                                                    | 20 يوليو 2023                                             | 18 سبتمبر 2023                                            | 14 أكتوبر 2022                                            | [ 36 ]                                                    |
| بيراك (14)                                                | 3 يوليو 2018                                              | [ 37 ]                                                    | 3 يوليو 2023                                              | 1 سبتمبر 2023                                             | 17 أكتوبر 2022                                            | [ 38 ]                                                    |
| سيلانجور (14)                                             | 26 يونيو 2018                                             | [ 39 ]                                                    | 26 يونيو 2023                                             | 25 أغسطس 2023                                             | لم يُحل                                                    | [ 7 ]                                                     |
| كيلانتان (14)                                             | 28 يونيو 2018                                             | [ 42 ]                                                    | 28 يونيو 2023                                             | 27 أغسطس 2023                                             | لم يُحل                                                    | [ 8 ]                                                     |
| تيرينجانو (14)                                            | 1 يوليو 2018                                              | [ 43 ]                                                    | 1 يوليو 2023                                              | 30 أغسطس 2023                                             | لم يُحل                                                    | [ 8 ]                                                     |
| نيجري سمبيلان (14)                                        | 2 يوليو 2018                                              | [ 44 ]                                                    | 2 يوليو 2023                                              | 31 أغسطس 2023                                             | لم يُحل                                                    | [ 7 ]                                                     |
| كده (14)                                                  | 4 يوليو 2018                                              | [ 45 ]                                                    | 4 يوليو 2023                                              | 2 سبتمبر 2023                                             | لم يُحل                                                    | [ 8 ]                                                     |
| بينانج (14)                                               | 2 أغسطس 2018                                              | [ 46 ]                                                    | 2 أغسطس 2023                                              | 1 أكتوبر 2023                                             | لم يُحل                                                    | [ 7 ]                                                     |
| صباح (16)                                                 | 9 أكتوبر 2020                                             | [ 47 ]                                                    | 9 أكتوبر 2025                                             | 8 ديسمبر 2025                                             | لم يُحل                                                    | [ 48 ]                                                    |
| ملقا (15)                                                 | 27 ديسمبر 2021                                            | [ 49 ]                                                    | 27 ديسمبر 2026                                            | 25 فبراير 2027                                            | لم يُحل                                                    | [ 48 ]                                                    |
| ساراواك (19)                                              | 14 فبراير 2022                                            | [ 50 ]                                                    | 14 فبراير 2027                                            | 15 أبريل 2027                                             | لم يُحل                                                    | [ 48 ]                                                    |
| جوهر (15)                                                 | 21 أبريل 2022                                             | [ 51 ]                                                    | 21 أبريل 2027                                             | 20 يونيو 2027                                             | لم يُحل                                                    | [ 48 ]                                                    |

### أحداث ما قبل الترشيح
قامت لجنة الانتخابات في ماليزيا (SPR) في 17 أكتوبر 2022 بتحديث قائمة 63 حزباً وتحالفاً مؤهلاً للتنافس في الانتخابات. ويُسمح للمستقلين بالمنافسة باستخدام الرموز المحددة مسبقًا بواسطة لجنة الانتخابات SPR.

### الجدول الزمني
| التاريخ              | الأحداث                                                 |
| -------------------- | ------------------------------------------------------- |
| 10 أكتوبر            | حل مجلس النواب                                          |
| 20 أكتوبر            | إعلان مفوضية الانتخابات عن يوم الانتخابات وجدوله الزمني |
| 20 أكتوبر            | إصدار أمر الانتخاب                                      |
| 5 نوفمبر             | يوم الترشيح                                             |
| 5-18 نوفمبر          | فترة الحملة                                             |
| 15 نوفمبر            | يوم الاقتراع المبكر للناخبين بالبريد والمتقدمين         |
| 19 نوفمبر            | يوم الاقتراع (باستثناء P017 Padang Serai)               |
| P017 Padang Serai    |                                                         |
| 18 نوفمبر            | إصدار أمر انتخاب P017 Padang Serai                      |
| 24 نوفمبر            | يوم الترشيح                                             |
| 24 نوفمبر - 6 ديسمبر | فترة الحملة                                             |
| 3 ديسمبر             | يوم الاقتراع المبكر للناخبين بالبريد والمتقدمين         |
| 7 ديسمبر             | يوم الإقتراع                                            |
| برعم P220            |                                                         |
| 21 نوفمبر            | يوم الاقتراع لمراكز الاقتراع الـ 11 المتبقية            |

## الانتخابات السابقة
شهدت الانتخابات العامة الرابعة عشرة في 2018 حصول الحكومة على 124 مقعدًا والمعارضة على 98 مقعدًا في ديوان الرعية. وكان لدى الجانب الحكومي 49 مقعدًا آمنًا و11 مقعدًا آمنًا إلى حد ما، بينما يمتلك الجانب الآخر 21 مقعدًا آمنًا و4 مقاعد آمنة إلى حد ما.

## الأحزاب السياسية والمرشحون
شهدت الانتخابات العديد من التغييرات في المقاعد من جميع الأطراف السياسية، فقد أُعلن عن خروج بعض المرشحين من دوائرهم الانتخابية الأصلية للتنافس في دائرة انتخابية أخرى، أو إسقاط العديد من أعضاء البرلمان البارزين من الاختيار. بعض من الذين جرى إسقاطهم أو لم يُختاروا تقدموا للمنافسة كمرشحين مستقلين أو في أحزاب معارضة للسعي لإعادة انتخابهم، مما أدى إلى إسقاط عضويتهم.
أعلن نائب رئيس UMNO محمد حسن عن نيته التنافس على مقعد Rembau، ليحل محل شاغله خيري جمال الدين، الذي من المتوقع أن يكون في مقعد المعارضة، بالإضافة إلى ذلك، جرى استبعاد العديد من نواب المنظمة الوطنية للملايو المتحدة البارزين، بما في ذلك شهيدان قاسم ونور موسى وتاج الدين عبد الرحمن، من التنافس بعد شائعات حول أنهم أنهم يدعمون إسماعيل صبري بدلاً من الزاهد حميدي. من بين أولئك الذين جرى إسقاطهم، زاهيدي زين العابدين، والنائب الحالي بادانج بيسار، الذي تنافس كمستقل بينما تنافس شاهيدان للدفاع عن مقعده في أراو تحت راية بريكاتان، مما أدى إلى إسقاط عضويتهم وعضويات آخرين. في خطوة مماثلة، تنافس نائبPAS الحالي تشي عبد الله مات ناوي للدفاع عن مقعده بموجب بطاقة BN بعد استبعاده من قائمة المرشحين، مما أدى إلى طرده من PAS.
من التغييرات الملحوظة في PKR قرار أنور إبراهيم التنافس على مقعد تامبون البرلماني، مع تنافس وان عزيزة وان إسماعيل على مقعد بندر تون رزاق، كجزء من خطة حزب PKR لإشراك أعضاء رفيعي المستوى في المقاعد التي كان يشغلها سابقًا أحد أعضاء الحزب المنشقين. من أحد أكثر المقاعد جدلًا مقعد جومباك، حيث شهد ترشيح مينتيري بيسار أمير الدين شاري من سيلانجور كمرشح PH لمواجهة الرئيس الحالي أزمين علي، الذي كان أحد القادة الرئيسيين للأزمة السياسية المستمرة. أعلنت PKR أيضًا عن العديد من المرشحين المباشرين البارزين الآخرين للتنافس تحت شعار PH. سعى النائب السابق عن باتو تيان تشوا، الذي لم يجري اختياره للتنافس لصالح شاغل المنصب براباكاران باراميسواران، إلى إعادة انتخابه من خلال التنافس كمرشح مستقل لمقعده، مما أدى إلى طرده من الحزب.
في هذه الأثناء، كان حزب DAP قد أسقط اثنين من نوابه الحاليين، تشارلز سانتياغو وونغ تاك من مقاعدهم البرلمانية، بدلاً من المرشحين الأصغر سنًا، مما أدى إلى التشكيك في منطق الحزب وراء إسقاطهم، وأعلن وونغ لاحقًا عن نيته الدفاع عن مقعده كمرشح مستقل، مما أدى أيضًا إلى طرده من الحزب.
في 16 نوفمبر، توفي كاروبايا موتوسامي، النائب الحالي لبادانغ سيراي، قبل ثلاثة أيام من الانتخابات. وهذه هي المرة الثالثة في تاريخ الانتخابات الماليزية التي يتوفى فيها مرشح ما بين مواعيد الترشيح والاقتراع. وأعلنت لجنة الانتخابات أن الاقتراع لبادانغ سيراي سيجري في 7 ديسمبر بعد اجتماع يوم الجمعة (18 نوفمبر)، قبل يوم من الانتخابات، بعد تأجيل الاقتراع في تلك الدائرة. بعد ذلك، توفي مرشح حزب PN لمقعد ولاية تيومان في باهانج، يونس رملي قبل ساعات من بدء الاقتراع في 19 نوفمبر. لذا فقد جرى تأجيل الانتخابات على مقعد الولاية إلى نفس التاريخ مع بادانج سيراي.

### الأحزاب الممثلة في الهيئات التشريعية الحالية
هذه الانتخابات هي المرة الأولى التي يستخدم فيها باكاتان هارابان PH، وغابونغان بارتي ساراواك GPS، وغابونغان راكيات صباح GRS، وبيريكاتان ناسيونال PN شعاراتهم الخاصة.
أعلن DAP عزمه على استخدام شعار PH لمقاعد غرب ماليزيا في 14 نوفمبر 2021، بينما سيستمرون في استخدام شعارهم الخاص في ساراواك كما فعلوا في الانتخابات السابقة وأيضًا في انتخابات الولاية الأخيرة. ومع ذلك، ذكر DAP أنه ستنضم إلى أحزاب PH الأخرى في استخدام شعار PH في صباح، على عكس استخدام شعارها الخاص في الانتخابات السابقة، في انتخابات Sandakan الفرعية لعام 2019 واستخدام شعار Warisan الحليف آنذاك في ولاية صباح 2020. في سبتمبر 2022، قرر باكاتان رسميًا النظر في الطلبات المقدمة من MUDA والحزب الاشتراكي الماليزي (PSM) للتنافس تحت اسمها. صرح رئيس باكاتان، أنور إبراهيم، في وقت لاحق أن التحالف سيشكل اتفاقية انتخابية مع الحزبين، مشيرًا إلى أن عملية تقديم الطلبات يجب أن تمر من خلال مسجل الجمعيات. ومع ذلك، في 30 أكتوبر، أعلن PSM أنه أنهى اتفاقه مع PH، بعد أن رُفض تخصيص مقاعد لهم للانتخابات، ولا سيما Sungai Siput حيث قضى رئيس مجلس الإدارة مايكل جياكومار ديفاراج فترتين ولكن جرى تخصيصه بالمثل لـ PKR في عام 2018. لذلك، قرر PSM المنافسة وحده في 2 نوفمبر 2022
قررت الأحزاب المكونة لـPN في باهانج (بيرساتو، الحزب الإسلامي الماليزي PAS، جيراكان) التنافس على جميع مقاعد البرلمان ومجالس الولايات هناك في 28 نوفمبر 2021. أعلن الحزب الإسلامي الماليزي (PAS)، على الرغم من كونه عضوًا في ائتلاف PN، أنه سيخوض المنافسة باستخدام شعاره الخاص في كلنتن وترينجانو وقدح جنبًا إلى جنب مع مرشحي حزب العمال الماليزي الآخرين في هذه الولايات الثلاث المهيمنة. قوبلت هذه الخطوة باعتراض من جيراكان، حيث كانت سياستهم هي عدم التنافس تحت شعار الطرف الآخر. بعض الأطراف المكونة لـ PN هي أيضًا جزء من Gabungan Rakyat Sabah، الذي كان يعتزم استخدام شعار GRS في صباح. سعى حزب Parti Kesejahteraan Demokratik Masyarakat (KDM)، وهو حزب صديق لـ GRS بدأه أعضاء سابقون في حزب Warisan، إلى التنافس على ثلاثة مقاعد على الأقل في صباح بشكل مستقل.
في أغسطس 2022، شكلت بيجوانغ ائتلافًا قائمًا على الملايو/المسلمين يسمى جيراكان تاناه إير (GTA) مع 4 أحزاب أخرى (برجاسا، بوترا، جاجاسان بانجسا وإيمان IMAN) وتخطط للتنافس على 120 مقعدًا برلمانيًا. أعلن مهاتير محمد، الذي تردد في البداية في خوض المنافسة حتى غير رأيه للدفاع عن مقعده في لانكاوي، أن GTA ستتنافس تحت شعار Pejuang، في حين أن متسابقي GTA في Kelantan سيتنافسون باستخدام شعار Parti Bumiputera Perkasa Malaysia (PUTRA).
ينافس باريسان ناسيونال على جميع المقاعد البرلمانية خارج ساراواك، مع احترام نية مكتب الاتصال بولاية صباح التعاون مع غابونجان راكيات صباح. في 11 ديسمبر 2021، أعلن PBRS أنه سيتنافس على 3 مقاعد في صباح تحت قيادة باريسان ناسيونال. في أبريل 2022، اقترح المجلس الأعلى لـ UMNO أن يكون رئيس الوزراء إسماعيل صبري يعقوب مرشحهم لرئاسة الوزراء في هذا الانتخابات. نظر زاهد حميدي، رئيس باريسان ناسيونال، رسميًا في قبول طلب ماكال ساكتي لخوض الانتخابات تحت شعار باريسان في 19 سبتمبر 2021.
في هذه الانتخابات، سيخوض حزب التراث (وارسان)، حليف باكاتان هارابان سابقًا في الانتخابات العامة لعام 2018، لأول مرة منافسة خارج صباح. كجزء من هذه الخطوة، كانت يعتزم في 24 يناير 2021 التنافس على جميع المقاعد البرلمانية والتجمعية في بينانج واعتبارها خاضعة للترشح في ولايات أخرى.

### أحزاب خارج البرلمان
في 15 ديسمبر 2021، أعلنت مجموعة من النشطاء المستقلين تطلق على نفسها اسم Gerak Independent نيتها الترشح في الانتخابات لما لا يزيد عن 10 مقاعد. كان حزب Parti Bumi Kenyalang (PBK) يعتزم في البداية التنافس على جميع المقاعد البرلمانية البالغ عددها 31 في ساراواك في 26 يناير 2022، مدعيا أنه أقام بالفعل علاقات مع حزب غير محدد مقره صباح ولا يزال يفتح إمكانية التعاون مع الأحزاب الأخرى في ساراواك. بحلول يونيو 2022، أجرى PBK مفاوضات مع أحزاب المعارضة المحلية في ساراواك مثل PSB وAspirasi وPBDS (Baru) وSEDAR لتجنب الاشتباكات في الانتخابات دون تشكيل ائتلاف رسميًا. أسفرت المفاوضات عن اتفاق تعاون بين PSB وPBK وPBDS، مع تنافس PBK في الغالب تحت شعار PSB. في يونيو 2022، أعلن SEDAR عن نيته التنافس في أغلبية مقاعد الملايو/المسلمين (وميلاناو) في ساراواك.
أعلن حزب Parti Rakyat Malaysia عن نيته التنافس على المقاعد البرلمانية في بينانغ في 15 أكتوبر 2022. صرحت PRM لاحقًا أنها ستنافس 28 برلمانًا ومقاعد ولاية واحدة على المستوى الوطني، بالتعاون مع منظمة GERAK 98 غير الحكومية.
أعلن حزب بارتي سينتا صباح وحزب جبهة بينانغ وحزب طموح شعب ساراواك في البداية عن نيتهم في المشاركة ولكن انتهى بهم الأمر بعدم تقديم أي مرشح.

### المرشحون
شهدت هذه الانتخابات رقما قياسيا في عدد المرشحين، حيث تنافس 945 مرشحا في جميع المقاعد البرلمانية البالغ عددها 222 مقعدا على مستوى البلاد، من بينهم 108 مرشحين مستقلين.

## الحملات الانتخابية

### توقيت الانتخابات
انتقد سياسيون معارضون ومحللون سياسيون ومعلقون عبر الإنترنت قرار إجراء الانتخابات في نهاية عام 2022 بدلاً من أوائل عام 2023، الذي يصادف موسم الرياح الموسمية في نهاية العام. وبينما كانت ماليزيا تتعافى بالفعل من فيضانات خطيرة حدثت في العام السابق، اتهم سياسيون معارضون الحكومة بعدم مراعاتها ضحايا الفيضانات. وقد اعتبرت أحزاب المعارضة هذا الشرط أيضًا تكتيكًا متعمدًا لتثبيط إقبال الناخبين الذي يمكن أن يفيد أحزاب المعارضة. ورداً على ذلك، قال رئيس المنظمة الوطنية المتحدة للملايو أحمد زاهد حميدي، الذي أشار إلى أن الانتخابات ستجرى على الرغم من المخاوف من الفيضانات في جميع أنحاء البلاد، اتهم أحزاب المعارضة بأنها "جبناء" و"يريدون منهم كسب الوقت" للحصول على دعم إضافي. وعلى الرغم من هذه التصريحات، بدأت السلطات الاستعدادات في حال حدوث فيضانات خلال يوم الاقتراع.
كما اعتبر العديد من السياسيين المعارضين قرار حل البرلمان مبكرًا محاولة لمنع المزيد من سياسيي الجبهة الوطنية من اتهامهم بالفساد، أو في محاولة للعفو عن السياسيين المسجونين مثل رئيس الوزراء السابق نجيب رزاق الذي أدين بتهمة الفساد لدوره في فضيحة الصندوق السيادي. وقد تجلى ذلك من خلال مقطع فيديو على الإنترنت يظهر زاهد حميدي وهو يتحدث في اجتماع عام للكونغرس الهندي الماليزي (MIC) وحذر فيه سياسيين آخرين من الجبهة الوطنية من أنهم سيكونون هم القادمون الذين سيُوجه إليهم تهم إذا خسر حزب BN الانتخابات. قال رئيس الوزراء إسماعيل صبري يعقوب إنه حل البرلمان لأنه كان من المستحيل الخوض في بعض القضايا، وأن المنظمة الوطنية المتحدة للملايو كانت تضغط من أجل ذلك منذ أن فازت الجبهة الوطنية في انتخابات ولاية جوهور 2022 في مارس.

### تصويت الشباب
هذه الانتخابات هي أول انتخابات فيدرالية ماليزية يُسمح فيها بالاقتراع للأفراد من سن 18 عامًا، حيث كانت 21 سنة سابقًا. وهذا يعني أنه سيشارك في الانتخابات حوالي 6 ملايين ناخب جديد، سواء كانوا من الشباب أو غير المسجلين في السابق. تمثل الفئة العمرية من 18 إلى 20 عامًا 1.39 مليون ناخب لأول مرة، ويمثل الناخبون الذين تتراوح أعمارهم بين 18 و39 عامًا حوالي 50 ٪ من الناخبين المسجلين في ماليزيا البالغ عددهم 21 مليونًا.

## أعضاء البرلمان المنتهية ولايتهم
هناك مقعدين برلمانيين شاغرين، جيريك وباتو سابي، بعد وفاة نائبيها الحاليين، حسب الله عثمان (BN-UMNO) وليو فوي كيونغ (وارسان) في عام 2020. كان من المقرر إجراء الانتخابات التكميلية، لكنها لم تُجرى بسبب إعلان حالة الطوارئ أثناء جائحة فيروس كورونا في عام 2021.

## النتائج

النتائج حسب الحزب والولاية / FT

|                                                         |                                              |                                              |                                              |            |         |          |           |          |          |
| الحزب                                                   | الحزب                                        | الحزب                                        | الحزب                                        | التصويت    | التصويت | المرشحون | المرشحون  | المرشحون | المرشحون |
| الحزب                                                   | الحزب                                        | الحزب                                        | الحزب                                        | أصوات      | %       | المرشحون | المنتخبون | %        | +/ –     |
|                                                         | تحالف الأمل                                  | تحالف الأمل                                  | PH                                           | 5,896,142  | 38.00   | 220      | 82        | 37.10    | ▼ 18     |
|                                                         |                                              | حزب العمل الديمقراطي (ماليزيا)               | DAP                                          | 2,422,577  | 15.61   | 55       | 40        | 18.10    | ▼ 2      |
|                                                         | حزب عدالة الشعب                              | PKR                                          | 2,442,038                                    | 15.74      | 100     | 31       | 14.03     | ▼ 16     |          |
|                                                         | حزب الأمانة الوطني ‏                          | AMANAH                                       | 884,384                                      | 5.70       | 54      | 8        | 3.62      | ▼ 3      |          |
|                                                         | United Progressive Kinabalu Organisation     | UPKO                                         | 72,751                                       | 0.47       | 5       | 2        | 0.90      | ▲ 1      |          |
|                                                         | Malaysian United Democratic Alliance         | MUDA                                         | 74,392                                       | 0.48       | 6       | 1        | 0.45      | New      |          |
|                                                         | التحالف الوطني                               | التحالف الوطني                               | PN                                           | 4,666,529  | 30.07   | 171      | 73        | 33.03    | ▲ 42     |
|                                                         |                                              | الحزب الإسلامي الماليزي                      | PAS                                          | 2,259,353  | 14.56   | 61       | 43        | 18.10    | ▲ 25     |
|                                                         | حزب سكان ماليزيا الأصليين المتحدين           | BERSATU                                      | 2,102,151                                    | 13.55      | 87      | 30       | 14.93     | ▲ 17     |          |
|                                                         | Malaysian People's Movement Party            | GERAKAN                                      | 305,025                                      | 1.97       | 23      | 0        | n/a       |          |          |
|                                                         | الجبهة الوطنية                               | الجبهة الوطنية                               | BN                                           | 3,455,762  | 22.27   | 179      | 30        | 13.57    | ▼ 28     |
|                                                         |                                              | المنظمة الوطنية الملايوية المتحدة            | UMNO                                         | 2,549,341  | 16.43   | 119      | 26        | 11.76    | ▼ 28     |
|                                                         | الاتحاد الماليزي الصيني ‏                     | MCA                                          | 665,436                                      | 4.29       | 44      | 2        | 0.90      | ▲ 1      |          |
|                                                         | Malaysian Indian Congress                    | MIC                                          | 172,176                                      | 1.11       | 10      | 1        | 0.45      | ▼ 1      |          |
|                                                         | United Sabah People's Party                  | PBRS                                         | 23,877                                       | 0.15       | 2       | 1        | 0.45      |          |          |
|                                                         | Love Malaysia Party                          | PCM                                          | 5,417                                        | 0.03       | 1       | 0        | n/a       |          |          |
|                                                         | Malaysia Makkal Sakti Party                  | MMSP                                         | 10,660                                       | 0.07       | 1       | 0        | n/a       |          |          |
|                                                         | الجبهة التقدمية الهندية الماليزية            | AMIPF                                        | 7,387                                        | 0.05       | 1       | 0        | n/a       |          |          |
|                                                         | المؤتمر الإسلامي الهندي الماليزي             | KIMMA                                        | 21,468                                       | 0.14       | 1       | 0        | n/a       |          |          |
|                                                         | Sarawak Parties Alliance                     | Sarawak Parties Alliance                     | GPS                                          | 662,601    | 4.27    | 31       | 23        | 10.41    | ▲ 4      |
|                                                         |                                              | United Bumiputera Heritage Party             | PBB                                          | 343,954    | 2.22    | 14       | 14        | 6.33     | ▲ 1      |
|                                                         | Sarawak People's Party                       | PRS                                          | 67,539                                       | 0.44       | 6       | 5        | 2.26      | ▲ 2      |          |
|                                                         | Progressive Democratic Party                 | PDP                                          | 84,045                                       | 0.54       | 4       | 2        | 0.90      |          |          |
|                                                         | Sarawak United Peoples' Party                | SUPP                                         | 167,063                                      | 1.08       | 7       | 2        | 0.90      | ▲ 1      |          |
|                                                         | Heritage Party                               | Heritage Party                               | WARISAN                                      | 281,732    | 1.82    | 52       | 3         | 1.36     | ▼ 4      |
|                                                         | Sabah People's Alliance                      | Sabah People's Alliance                      | GRS                                          | 194,324    | 1.25    | 13       | 6         | 2.71     | ▲ 4      |
|                                                         |                                              | حزب سكان ماليزيا الأصليين المتحدين           | BERSATU Sabah                                | 94,085     | 0.61    | 6        | 4         | 1.81     | ▲ 4      |
|                                                         | United Sabah Party                           | PBS                                          | 65,311                                       | 0.42       | 4       | 1        | 0.45      |          |          |
|                                                         | Homeland Solidarity Party                    | STAR                                         | 29,874                                       | 0.19       | 2       | 1        | 0.45      |          |          |
|                                                         | Sabah Progressive Party                      | SAPP                                         | 5,054                                        | 0.03       | 1       | 0        | n/a       |          |          |
|                                                         | Homeland Movement                            | Homeland Movement                            | GTA                                          | 109,175    | 0.70    | 125      | 0         | n/a      | ▼ 4      |
|                                                         |                                              | Homeland Fighters' Party                     | PEJUANG                                      | 88,726     | 0.57    | 94       | 0         | n/a      | ▼ 4      |
|                                                         | Pan-Malaysian Islamic Front                  | BERJASA                                      | 4,252                                        | 0.03       | 3       | 0        | n/a       |          |          |
|                                                         | Malaysia Mighty Bumiputera Party             | PUTRA                                        | 12,061                                       | 0.08       | 24      | 0        | n/a       |          |          |
|                                                         | National Indian Muslim Alliance Party        | IMAN                                         | 4,136                                        | 0.03       | 4       | 0        | n/a       |          |          |
|                                                         | Social Democratic Harmony Party              | Social Democratic Harmony Party              | KDM                                          | 52,054     | 0.34    | 7        | 1         | 0.45     | New      |
|                                                         | Sarawak United People's Alliance             | Sarawak United People's Alliance             | PERKASA                                      | 62,943     | 0.41    | 14       | 0         | n/a      | ▼ 1      |
|                                                         |                                              | United Sarawak Party                         | PSB                                          | 57,579     | 0.37    | 10       | 0         | n/a      | ▼ 1      |
|                                                         | Sarawak Native People's Party                | PBDS                                         | 3,053                                        | 0.02       | 3       | 0        | n/a       |          |          |
|                                                         | Land of the Hornbill Party                   | PBK                                          | 2,311                                        | 0.01       | 1       | 0        | n/a       |          |          |
|                                                         | Malaysia Nation Party                        | Malaysia Nation Party                        | PBM                                          | 16,437     | 0.11    | 5        | 1         | 0.45     | ▼ 5      |
|                                                         | PSM-PRM informal coalition                   | PSM-PRM informal coalition                   | PSM-PRM                                      | 6,644      | 0.04    | 16       | 0         | n/a      |          |
|                                                         |                                              | Socialist Party of Malaysia                  | PSM                                          | 779        | 0.01    | 1        | 0         | n/a      |          |
|                                                         | Malaysian People's Party                     | PRM                                          | 5,865                                        | 0.04       | 15      | 0        | n/a       |          |          |
|                                                         | Sarawak People's Awareness Party             | Sarawak People's Awareness Party             | SEDAR                                        | 1,036      | 0.01    | 1        | 0         | n/a      |          |
|                                                         | Sabah People's Unity Party                   | Sabah People's Unity Party                   | PPRS                                         | 541        | >0.01   | 1        | 0         | n/a      |          |
|                                                         | People's First Party                         | People's First Party                         | PUR                                          | 264        | >0.01   | 1        | 0         | n/a      |          |
|                                                         | مستقلون                                      | مستقلون                                      | BEBAS                                        | 111,043    | 0.72    | 108      | 2         | 0.90     | ▼ 1      |
| أصوات صحيحة                                             | أصوات صحيحة                                  | أصوات صحيحة                                  | أصوات صحيحة                                  | 15,517,227 | –       |          |           |          |          |
| صوت باطل/تصويت احتجاجي                                  | صوت باطل/تصويت احتجاجي                       | صوت باطل/تصويت احتجاجي                       | صوت باطل/تصويت احتجاجي                       | غير معلوم  | –       |          |           |          |          |
| إجمالي الأصوات                                          | إجمالي الأصوات                               | إجمالي الأصوات                               | إجمالي الأصوات                               | غير معلوم  | 100.00  |          |           |          |          |
| امتناع عن التصويت                                       | امتناع عن التصويت                            | امتناع عن التصويت                            | امتناع عن التصويت                            | غير معلوم  | –       |          |           |          |          |
| الناخبين المسجلين / مشاركة انتخابية                     | الناخبين المسجلين / مشاركة انتخابية          | الناخبين المسجلين / مشاركة انتخابية          | الناخبين المسجلين / مشاركة انتخابية          | 21,173,638 | ≥73.29  |          |           |          |          |
|                                                         | التصويت العادي                               | التصويت العادي                               | التصويت العادي                               | 20,905,366 |         |          |           |          |          |
|                                                         | تصويت مبكر                                   | تصويت مبكر                                   | تصويت مبكر                                   | 265,531    |         |          |           |          |          |
|                                                         | تصويت بريدي                                  | تصويت بريدي                                  | تصويت بريدي                                  | 365,686    |         |          |           |          |          |
| عدد من هم في سن الاقتراع (18 عامًا على الأقل)            | عدد من هم في سن الاقتراع (18 عامًا على الأقل) | عدد من هم في سن الاقتراع (18 عامًا على الأقل) | عدد من هم في سن الاقتراع (18 عامًا على الأقل) | 21,173,638 |         |          |           |          |          |
| سكان ماليزيا ‏ (تقديرات 29 يوليو 2022)                   | سكان ماليزيا ‏ (تقديرات 29 يوليو 2022)        | سكان ماليزيا ‏ (تقديرات 29 يوليو 2022)        | سكان ماليزيا ‏ (تقديرات 29 يوليو 2022)        | 32,700,000 |         |          |           |          |          |
| المصدر: Election Commission of Malaysia (SPR), The Star |                                              |                                              |                                              |            |         |          |           |          |          |

### النتائج حسب الولاية
** مجموع الأصوات الشعبية في كل ولاية مقرب إلى أقرب نسبة مئوية
* مجموع المقاعد في كل ولاية مقرب إلى أقرب نسبة مئوية
| الولاية      | BN        | BN    | BN    | BN   | BN   | PH + MUDA | PH + MUDA | PH + MUDA | PH + MUDA | PH + MUDA | PN        | PN    | PN    | PN   | PN   | آخرون/ مستقلون | آخرون/ مستقلون | آخرون/ مستقلون | آخرون/ مستقلون | آخرون/ مستقلون | إجمالي المقاعد |
| الولاية      | أصوات     | %     | مقاعد | %    | ±    | أصوات     | %         | مقاعد     | %         | ±         | أصوات     | %     | مقاعد | %    | ±    | أصوات          | %              | مقاعد          | %              | ±              | إجمالي المقاعد |
| ------------ | --------- | ----- | ----- | ---- | ---- | --------- | --------- | --------- | --------- | --------- | --------- | ----- | ----- | ---- | ---- | -------------- | -------------- | -------------- | -------------- | -------------- | -------------- |
| جوهر (ولاية) | 598,244   | 30.99 | 9     | 35   | ▲ 1  | 802,899   | 41.60     | 15        | 58        | ▲ 3       | 519,661   | 26.92 | 2     | 7    | ▼ 1  | 9,371          | 0.49           | 0              | 0              | ▼ 3            | 26             |
| قدح (1 مؤجل) | 232,370   | 20.78 | 0     | 0    | ▼ 2  | 246,146   | 22.01     | 1         |           | ▼ 6       | 613,083   | 54.83 | 13    |      | ▲ 11 | 26,534         | 2.37           | 0              | 0              | ▼ 3            | 15             |
| كلنتن        | 265,666   | 26.79 | 0     | 0    | ▼ 3  | 87,393    | 8.81      | 0         | 0         |           | 631,201   | 63.65 | 14    | 100  | ▲ 3  | 7,411          | 0.75           | 0              | 0              |                | 14             |
| ملقا         | 152,613   | 29.63 | 0     | 0    | ▼1   | 199,267   | 38.69     | 3         | 50        |           | 159238    | 30.92 | 3     | 50   | ▲ 1  | 3,923          | 0.76           | 0              | 0              |                | 6              |
| نكري سمبيلن  | 212,167   | 32.17 | 5     | 63   | ▲2   | 295.449   | 44.80     | 3         | 37        | ▼1        | 144.835   | 21.96 | 0     | 0    | ▼1   | 6,969          | 1.06           | 0              | 0              |                | 8              |
| فهغ          |           |       | 5     | 36   | ▼ 4  |           |           | 2         | 14        | ▼ 2       |           |       | 7     | 50   | ▲ 6  |                |                | 0              | 0              |                | 14             |
| بينانق       | 143,398   | 24.19 | 0     | 0    | ▼ 1  | 557,152   | 59.60     | 10        | 77        |           | 226,173   | 15.34 | 3     | 23   | ▲ 1  | 8,155          | 0.87           | 0              | 0              |                | 13             |
| فيرق         |           |       | 3     | 13   | ▼5   |           |           | 11        | 46        | ▼ 1       |           |       | 10    | 41   | ▲6   |                |                | 0              | 0              |                | 24             |
| برليس        | 35,365    | 23.85 | 0     | 0    | ▼2   | 29,317    | 19.77     | 0         | 0         | ▼1        | 80,287    | 54.15 | 3     | 100  | ▲ 3  | 3,308          | 2.23           | 0              | 0              |                | 3              |
| صباح         |           |       | 7     | 28   | ▲ 4  |           |           | 5         | 20        | ▼ 1       |           |       | 1     | 4    | ▲ 1  |                |                | 12             | 48             | ▼ 4            | 25             |
| سراوق        |           |       | 0     | 0    |      |           |           | 6         | 19        | ▼1        |           |       | 1     | 4    |      |                |                | 24             | 77             | ▲1             | 31             |
| سلاغور       | 806,897   | 27.54 | 0     | 0    | ▼1   | 1,521,573 | 51.93     | 16        | 72        |           | 535,674   | 18.28 | 6     | 28   | ▲3   | 66,134         | 2.26           | 0              | 0              | ▼2             | 22             |
| ترغكانو      | 234,412   | 31.68 | 0     | 0    | ▼2   | 40,645    | 5.49      | 0         | 0         |           | 461,509   | 62.38 | 8     | 100  | ▲2   | 3,270          | 0.44           | 0              | 0              |                | 8              |
| كوالالمبور   | 132,088   | 15.45 | 1     | 9    | ▲1   | 540,159   | 63.16     | 10        | 91        | ▲1        | 166,056   | 19.42 | 0     | 0    | ▼2   | 16,891         | 1.98           | 0              | 0              |                | 11             |
| لابوان       | 7,416     | 26.07 | 0     | 0    | ▼1   | 5,307     | 18.65     | 0         | 0         |           | 8,124     | 28.56 | 1     | 0    | ▲1   | 7,602          | 26.73          | 0              | 0              |                | 1              |
| بوتراجاي     | 13,692    | 37.37 | 0     | 0    | ▼ 1  | 5,988     | 16.34     | 0         | 0         |           | 16,002    | 43.67 | 1     | 100  | ▲ 1  | 961            | 2.62           | 0              | 0              |                | 1              |
| إجمالي       | 3,433,298 | 22.18 | 30    | 13.5 | ▼ 15 | 5,885,082 | 38.02     | 82        | 36.9      | ▼ 9       | 4,667,429 | 30.15 | 73    | 32.9 | ▲ 36 | 1,494,087      | 9.65           | 35             | 15.8           | ▼ 12           | 222            |

### المقاعد التي تغير ولاءها
| م.   | المقعد         | الحزب السابق (2018)                                | الحزب الحالي (2022)                                        |
| ---- | -------------- | -------------------------------------------------- | ---------------------------------------------------------- |
| P001 | برليس          | الجبهة الوطنية (المنظمة الوطنية الملايوية المتحدة) | التحالف الوطني (الحزب الإسلامي الماليزي)                   |
| P002 | برليس          | تحالف الأمل (حزب عدالة الشعب)                      | التحالف الوطني (حزب سكان ماليزيا الأصليين المتحدين)        |
| P003 | برليس          | الجبهة الوطنية (المنظمة الوطنية الملايوية المتحدة) | التحالف الوطني                                             |
| P004 | قدح (ماليزيا)  | تحالف الأمل (حزب سكان ماليزيا الأصليين المتحدين)   | التحالف الوطني (حزب سكان ماليزيا الأصليين المتحدين)        |
| P005 | قدح (ماليزيا)  | تحالف الأمل (حزب سكان ماليزيا الأصليين المتحدين)   | التحالف الوطني (الحزب الإسلامي الماليزي)                   |
| P006 | قدح (ماليزيا)  | تحالف الأمل (حزب سكان ماليزيا الأصليين المتحدين)   | التحالف الوطني (حزب سكان ماليزيا الأصليين المتحدين)        |
| P007 | قدح (ماليزيا)  | الجبهة الوطنية (المنظمة الوطنية الملايوية المتحدة) | التحالف الوطني (الحزب الإسلامي الماليزي)                   |
| P008 | قدح (ماليزيا)  | تحالف الأمل (حزب الأمانة الوطني ‏)                  | التحالف الوطني (الحزب الإسلامي الماليزي)                   |
| P009 | قدح (ماليزيا)  | تحالف الأمل (حزب عدالة الشعب)                      | التحالف الوطني (الحزب الإسلامي الماليزي)                   |
| P010 | قدح (ماليزيا)  | تحالف الأمل (حزب عدالة الشعب)                      | التحالف الوطني (الحزب الإسلامي الماليزي)                   |
| P014 | قدح (ماليزيا)  | تحالف الأمل (حزب عدالة الشعب)                      | التحالف الوطني (حزب سكان ماليزيا الأصليين المتحدين)        |
| P016 | قدح (ماليزيا)  | الجبهة الوطنية (المنظمة الوطنية الملايوية المتحدة) | التحالف الوطني (الحزب الإسلامي الماليزي)                   |
| P018 | قدح (ماليزيا)  | تحالف الأمل (حزب عدالة الشعب)                      | التحالف الوطني (حزب سكان ماليزيا الأصليين المتحدين)        |
| P026 | كلنتن          | الجبهة الوطنية (المنظمة الوطنية الملايوية المتحدة) | التحالف الوطني (حزب سكان ماليزيا الأصليين المتحدين)        |
| P029 | كلنتن          | الجبهة الوطنية (المنظمة الوطنية الملايوية المتحدة) | التحالف الوطني (حزب سكان ماليزيا الأصليين المتحدين)        |
| P030 | كلنتن          | الجبهة الوطنية (المنظمة الوطنية الملايوية المتحدة) | التحالف الوطني (حزب سكان ماليزيا الأصليين المتحدين)        |
| P032 | كلنتن          | الجبهة الوطنية (المنظمة الوطنية الملايوية المتحدة) | التحالف الوطني (حزب سكان ماليزيا الأصليين المتحدين)        |
| P033 | ترغكانو        | الجبهة الوطنية (المنظمة الوطنية الملايوية المتحدة) | التحالف الوطني (الحزب الإسلامي الماليزي)                   |
| P038 | ترغكانو        | الجبهة الوطنية (المنظمة الوطنية الملايوية المتحدة) | التحالف الوطني (حزب سكان ماليزيا الأصليين المتحدين)        |
| P041 | بينانق         | الجبهة الوطنية (المنظمة الوطنية الملايوية المتحدة) | التحالف الوطني (الحزب الإسلامي الماليزي)                   |
| P042 | بينانق         | الجبهة الوطنية (المنظمة الوطنية الملايوية المتحدة) | التحالف الوطني (حزب سكان ماليزيا الأصليين المتحدين)        |
| P044 | بينانق         | تحالف الأمل (حزب عدالة الشعب)                      | التحالف الوطني (الحزب الإسلامي الماليزي)                   |
| P054 | فيرق           | الجبهة الوطنية (المنظمة الوطنية الملايوية المتحدة) | التحالف الوطني (حزب سكان ماليزيا الأصليين المتحدين)        |
| P056 | فيرق           | الجبهة الوطنية (المنظمة الوطنية الملايوية المتحدة) | التحالف الوطني (حزب سكان ماليزيا الأصليين المتحدين)        |
| P057 | فيرق           | تحالف الأمل (حزب الأمانة الوطني ‏)                  | التحالف الوطني (الحزب الإسلامي الماليزي)                   |
| P058 | فيرق           | الجبهة الوطنية (المنظمة الوطنية الملايوية المتحدة) | التحالف الوطني (الحزب الإسلامي الماليزي)                   |
| P059 | فيرق           | الجبهة الوطنية (المنظمة الوطنية الملايوية المتحدة) | التحالف الوطني (حزب سكان ماليزيا الأصليين المتحدين)        |
| P061 | فيرق           | الجبهة الوطنية (المنظمة الوطنية الملايوية المتحدة) | التحالف الوطني (حزب سكان ماليزيا الأصليين المتحدين)        |
| P063 | فيرق           | تحالف الأمل (حزب سكان ماليزيا الأصليين المتحدين)   | تحالف الأمل (حزب عدالة الشعب)                              |
| P067 | فيرق           | الجبهة الوطنية (المنظمة الوطنية الملايوية المتحدة) | التحالف الوطني (حزب سكان ماليزيا الأصليين المتحدين)        |
| P069 | فيرق           | الجبهة الوطنية (المنظمة الوطنية الملايوية المتحدة) | التحالف الوطني (الحزب الإسلامي الماليزي)                   |
| P073 | فيرق           | الجبهة الوطنية (المنظمة الوطنية الملايوية المتحدة) | التحالف الوطني (الحزب الإسلامي الماليزي)                   |
| P074 | فيرق           | تحالف الأمل (حزب الأمانة الوطني ‏)                  | التحالف الوطني (حزب سكان ماليزيا الأصليين المتحدين)        |
| P081 | فهغ            | الجبهة الوطنية (المنظمة الوطنية الملايوية المتحدة) | التحالف الوطني (الحزب الإسلامي الماليزي)                   |
| P082 | فهغ            | تحالف الأمل (حزب عدالة الشعب)                      | التحالف الوطني (حزب سكان ماليزيا الأصليين المتحدين)        |
| P083 | فهغ            | تحالف الأمل (حزب عدالة الشعب)                      | التحالف الوطني (الحزب الإسلامي الماليزي)                   |
| P086 | فهغ            | الجبهة الوطنية (المنظمة الوطنية الملايوية المتحدة) | التحالف الوطني                                             |
| P087 | فهغ            | الجبهة الوطنية (المنظمة الوطنية الملايوية المتحدة) | التحالف الوطني (الحزب الإسلامي الماليزي)                   |
| P088 | فهغ            | تحالف الأمل (حزب الأمانة الوطني ‏)                  | التحالف الوطني (الحزب الإسلامي الماليزي)                   |
| P091 | فهغ            | الجبهة الوطنية (المنظمة الوطنية الملايوية المتحدة) | التحالف الوطني (حزب سكان ماليزيا الأصليين المتحدين)        |
| P092 | سلاغور         | الجبهة الوطنية (المنظمة الوطنية الملايوية المتحدة) | التحالف الوطني (حزب سكان ماليزيا الأصليين المتحدين)        |
| P093 | سلاغور         | تحالف الأمل (حزب سكان ماليزيا الأصليين المتحدين)   | التحالف الوطني (حزب سكان ماليزيا الأصليين المتحدين)        |
| P094 | سلاغور         | تحالف الأمل (حزب عدالة الشعب)                      | التحالف الوطني (الحزب الإسلامي الماليزي)                   |
| P095 | سلاغور         | الجبهة الوطنية (المنظمة الوطنية الملايوية المتحدة) | التحالف الوطني (حزب سكان ماليزيا الأصليين المتحدين)        |
| P109 | سلاغور         | تحالف الأمل (حزب عدالة الشعب)                      | التحالف الوطني (الحزب الإسلامي الماليزي)                   |
| P112 | سلاغور         | تحالف الأمل (حزب عدالة الشعب)                      | التحالف الوطني (الحزب الإسلامي الماليزي)                   |
| P115 | كوالالمبور     | مستقل                                              | تحالف الأمل (حزب عدالة الشعب)                              |
| P119 | كوالالمبور     | تحالف الأمل (حزب سكان ماليزيا الأصليين المتحدين)   | الجبهة الوطنية (المنظمة الوطنية الملايوية المتحدة)         |
| P125 | بوتراجاي       | الجبهة الوطنية (المنظمة الوطنية الملايوية المتحدة) | التحالف الوطني (حزب سكان ماليزيا الأصليين المتحدين)        |
| P129 | نكري سمبيلن    | تحالف الأمل (حزب سكان ماليزيا الأصليين المتحدين)   | الجبهة الوطنية (المنظمة الوطنية الملايوية المتحدة)         |
| P133 | نكري سمبيلن    | تحالف الأمل (حزب الأمانة الوطني ‏)                  | الجبهة الوطنية (المنظمة الوطنية الملايوية المتحدة)         |
| P134 | Melaka         | الجبهة الوطنية (المنظمة الوطنية الملايوية المتحدة) | التحالف الوطني (حزب سكان ماليزيا الأصليين المتحدين)        |
| P135 | Melaka         | تحالف الأمل (حزب سكان ماليزيا الأصليين المتحدين)   | تحالف الأمل (حزب الأمانة الوطني ‏)                          |
| P136 | Melaka         | تحالف الأمل (حزب عدالة الشعب)                      | التحالف الوطني (الحزب الإسلامي الماليزي)                   |
| P139 | Melaka         | الجبهة الوطنية (المنظمة الوطنية الملايوية المتحدة) | التحالف الوطني (حزب سكان ماليزيا الأصليين المتحدين)        |
| P143 | جوهر (ولاية)   | تحالف الأمل (حزب سكان ماليزيا الأصليين المتحدين)   | التحالف الوطني (حزب سكان ماليزيا الأصليين المتحدين)        |
| P146 | جوهر (ولاية)   | تحالف الأمل (حزب سكان ماليزيا الأصليين المتحدين)   | MUDA                                                       |
| P151 | جوهر (ولاية)   | تحالف الأمل (حزب عدالة الشعب)                      | الجبهة الوطنية (المنظمة الوطنية الملايوية المتحدة)         |
| P154 | جوهر (ولاية)   | الجبهة الوطنية (المنظمة الوطنية الملايوية المتحدة) | التحالف الوطني (حزب سكان ماليزيا الأصليين المتحدين)        |
| P167 | صباح (ماليزيا) | الجبهة الوطنية (المنظمة الوطنية الملايوية المتحدة) | مستقل (سياسة)                                              |
| P168 | صباح (ماليزيا) | الجبهة الوطنية (PBS)                               | KDM                                                        |
| P170 | صباح (ماليزيا) | الجبهة الوطنية (UPKO)                              | تحالف الأمل (UPKO)                                         |
| P171 | صباح (ماليزيا) | WARISAN                                            | تحالف الأمل (حزب عدالة الشعب)                              |
| P173 | صباح (ماليزيا) | تحالف الأمل (حزب عدالة الشعب)                      | الجبهة الوطنية (المنظمة الوطنية الملايوية المتحدة)         |
| P174 | صباح (ماليزيا) | WARISAN                                            | تحالف الأمل (UPKO)                                         |
| P175 | صباح (ماليزيا) | WARISAN                                            | Gabungan Rakyat Sabah (حزب سكان ماليزيا الأصليين المتحدين) |
| P178 | صباح (ماليزيا) | الجبهة الوطنية (المنظمة الوطنية الملايوية المتحدة) | Gabungan Rakyat Sabah (حزب سكان ماليزيا الأصليين المتحدين) |
| P179 | صباح (ماليزيا) | تحالف الأمل (حزب عدالة الشعب)                      | Gabungan Rakyat Sabah (حزب سكان ماليزيا الأصليين المتحدين) |
| P180 | صباح (ماليزيا) | United Sabah Alliance (STAR)                       | Gabungan Rakyat Sabah (STAR)                               |
| P181 | صباح (ماليزيا) | تحالف الأمل (DAP)                                  | مستقل (سياسة)                                              |
| P183 | صباح (ماليزيا) | الجبهة الوطنية (المنظمة الوطنية الملايوية المتحدة) | التحالف الوطني (حزب سكان ماليزيا الأصليين المتحدين)        |
| P185 | صباح (ماليزيا) | WARISAN                                            | Gabungan Rakyat Sabah (حزب سكان ماليزيا الأصليين المتحدين) |
| P190 | صباح (ماليزيا) | تحالف الأمل (حزب عدالة الشعب)                      | Gabungan Rakyat Sabah (PBS)                                |
| P191 | صباح (ماليزيا) | WARISAN                                            | الجبهة الوطنية (المنظمة الوطنية الملايوية المتحدة)         |
| P198 | سراوق          | تحالف الأمل (حزب عدالة الشعب)                      | Gabungan Parti Sarawak (PBB)                               |
| P203 | سراوق          | مستقل (سياسة)                                      | Gabungan Parti Sarawak (PRS)                               |
| P205 | سراوق          | تحالف الأمل (حزب عدالة الشعب)                      | التحالف الوطني (حزب سكان ماليزيا الأصليين المتحدين)        |
| P208 | سراوق          | تحالف الأمل (DAP)                                  | Gabungan Parti Sarawak (SUPP)                              |
| P209 | سراوق          | مستقل (سياسة)                                      | Parti Bangsa Malaysia                                      |
| P214 | سراوق          | تحالف الأمل (حزب عدالة الشعب)                      | Gabungan Parti Sarawak (PRS)                               |

## ما بعد الانتخابات

### تشكيل الحكومة الفيدرالية
لم يفز أي تحالف فردي في الانتخابات العامة بـ 112 مقعدًا المطلوبة للأغلبية في ديوان الرعية ليتمكن من تشكيل الحكومة المقبلة.
في 20 نوفمبر، ذكر زعيم باكاتان هارابان (PH) أنور إبراهيم أنه تفاوض بشأن الأغلبية لتشكيل الحكومة المقبلة، لكنه رفض ذكر الأحزاب الأخرى التي كانت تتعاون معه. في غضون ذلك، قال زعيم Gabungan Parti Sarawak (GPS) Abang Johari إن حزبه سيعمل مع Perikatan Nasional (PN) وBarisan Nasional (BN) وGabungan Rakyat Sabah (GRS) لتشكيل الحكومة. ذكر زعيم حزب PN محي الدين ياسين أن لديه أغلبية كافية لتعيينه رئيسًا للوزراء، مستشهداً بدعم من PN وBN وGPS وGRS. ومع ذلك، قال زعيم حزب الجبهة الوطنية أحمد زاهد حميدي إن الجبهة الوطنية لم تتفاوض مع GPS أو PN بشأن تشكيل حكومة مع حزب BN، بينما ذكر أيضًا أن نواب BN وافقوا بالفعل على السماح له بتحديد من سيتحالف معه حزب BN لتشكيل حكومة.
في 21 نوفمبر، التقى قادة PH وقادة الجبهة الوطنية في فندق Seri Pacific. وقد جرى تمديد الموعد النهائي للأحزاب السياسية لإثبات أغلبيتها في البرلمان لتشكيل حكومة وترشيح رئيس وزراء لمدة 24 ساعة من قبل يانغ دي بيرتوان أغونغ، وتحويل الموعد النهائي إلى اليوم التالي. في غضون ذلك، قال حمزة زين الدين من حزب PN، إن الحزب قدم أكثر من 112 تصريحًا قانونيًا من نواب يؤيدون محي الدين لمنصب رئيس الوزراء.
في 22 نوفمبر، صرح إسماعيل صبري يعقوب من حزب BN أن حزبه لن تدعم أي من حزب PH أو PN لتشكيل حكومة وأنه مستعد للجلوس في المعارضة. وذكر GPS أن الأمر متروك لـ Yang di-Pertuan Agong لتعيين رئيس الوزراء ؛ بينما أعرب Parti Warisan عن دعمه لحكومة مع PH وBN. في ذلك اليوم أيضًا، ذكر القصر الملكي أنه بعد مراجعة يانغ دي بيرتوان أغونغ الترشيحات لمنصب رئيس الوزراء، وجد أنه "لا يوجد أي عضو في البرلمان لديه دعم الأغلبية ليجري تعيينه رئيسًا للوزراء"، لذلك استدعى يانغ دي بيرتوان أغونغ أنور إبراهيم ومحي الدين للقائه. بعد الاجتماع، قال محي الدين إن يانغ دي بيرتوان أجونغ اقترح تشكيل حكومة وحدة بين باكاتان هارابان وبريكاتان الوطنية، لكن محي الدين رفضها لأن بيريكاتان الوطني "لن يتعاون" مع باكاتان هارابان. بينما أقر أنور بأن رئيس الوزراء لم يتحدد بعد، بينما قال: "مع الوقت، أعتقد أننا سنحقق أغلبية بسيطة".
في 23 نوفمبر، التقى Yang di-Pertuan Agong مع قادة BN وGPS في القصر الملكي. في غضون ذلك، التقى بعض أعضاء BN وPN في فندق St Regis.
في 24 نوفمبر، صرح أحمد ماسلان من المنظمة الوطنية للملايو المتحدة (UMNO) أن المجلس الأعلى للحزب قد وافق على رغبة يانغ دي بيرتوان أغونغ للجبهة الوطنية للانضمام إلى حكومة وحدة لا يقودها حزب PN. وفي غضون ذلك، قال الأمين العام حمزة زين الدين، إن بريكاتان ناسيونال ستدرس تشكيل حكومة وحدة وطنية. في حين صرح زعيم GRS حاجيجي نور أن GRS سوف تلتزم برغبات Yang di-Pertuan Agong في تشكيل حكومة جديدة. اعتذر الأمين العام لحزب العمل الديمقراطي أنتوني لوك علنًا نيابة عن حزبه إلى حكومة ساراواك وشعب ساراواك عن أي بيان مسيء من قبل زعيم حزب DAP، بينما اعتذر رئيس حزب DAP ليم غوان إنغ عن "ملاحظاتي التي ربما أساءت إلى رئيس وزراء ساراواك وحكومة ولاية ساراواك GPS، داعيًا إلى "بداية جديدة للتعاون معا".
في وقت لاحق في 24 نوفمبر، أعلن القصر الملكي أن رئيس مجلس الوزراء أنور إبراهيم قد جرى تعيينه رئيسًا للوزراء من قبل يانغ دي بيرتوان أجونج، السلطان عبد الله، بعد أن أجرى عبد الله مشاورات مع مؤتمر حكام ماليزيا. أدى أنور إبراهيم اليمين الدستورية في الخامسة مساءً كرئيس للوزراء في ذلك اليوم، وبذلك يصبح رئيس وزراء ماليزيا العاشر. ومع ذلك، استمر محيي الدين في الإصرار على أنه يحظى بدعم أغلبية 115 نائباً لتشكيل الحكومة المقبلة، ودعا أنور لإثبات أغلبيته. أدى ذلك إلى مطالبة رئيس الوزراء السابق نجيب رزاق بمحي الدين نفسه لإثبات أغلبيته البالغة 115 نائباً. حتى 24 نوفمبر، تلقى أنور دعمًا من نواب PH وBN وGPS وWarisan وMUDA وPBM، بالإضافة إلى نواب مستقلين. تعهد أنور بإجراء تصويت على الثقة في 19 ديسمبر 2022، بمجرد أداء أعضاء البرلمان اليمين الدستورية.
في 25 نوفمبر، صرح كل من أنور إبراهيم وزعيم GRS حاججي نور أن GRS انضم إلى حكومة الوحدة، ودعم أنور إبراهيم. وقال أنور إن هذا أدى إلى حصوله على دعم الثلثين في البرلمان. في غضون ذلك، هنأ محيي الدين أنور واعترف به كرئيس للوزراء، وشكر أنور على دعوته حزب PN للانضمام إلى حكومة الوحدة، ورفض دعوة أنور، مشيرًا إلى أن الحزب سيلعب دور "معارضة ذات مصداقية" لضمان "حوكمة خالية من الفساد".

### ردود الفعل الدولية
بعد تشكيل حكومة الوحدة وتعيين أنور رئيسًا للوزراء، أرسل العديد من رؤساء الدول وممثليهم بما في ذلك أفغانستان، أستراليا، البحرين، بنغلاديش، الصين، الهند، إيران، اليابان، باكستان، قطر، السعودية، تركيا، الإمارات العربية المتحدة، الولايات المتحدة، اليمن رسائل التهنئة.
كما هنأ بعض رؤساء الدول المجاورة لرابطة دول جنوب شرق آسيا (آسيان) أنور إبراهيم:
- Brunei: أرسل سلطان بروناي، حسن بلقية رسالة تهنئة إلى أنور إبراهيم في 25 نوفمبر 2022. وأعرب في الرسالة عن ثقته في أن قيادة ونزاهة أنور إبراهيم ستسمح لماليزيا "بالتنمية المستمرة" من أجل ازدهار شعبها، وأعرب عن رغبته في زيادة تعزيز العلاقات بين البلدين.[182]
- Indonesia: هنأ رئيس إندونيسيا، جوكو ويدودو أنور إبراهيم بمكالمة هاتفية في 24 نوفمبر 2022. وأعرب ويدودو عن رغبته في مقابلة أنور "في أقرب وقت ممكن" بينما أكد أنور أن إندونيسيا هي "الحليف الحقيقي لماليزيا"، مضيفًا أنه يجب على البلدين مواصلة تعميق التعاون الاقتصادي والثقافي.
- Singapore: أرسل رئيس وزراء سنغافورة، لي هسين لونغرسالة تهنئة إلى أنور إبراهيم في 24 نوفمبر 2022، بعد فترة وجيزة من تأكيد تعيين أنور كرئيس وزراء جديد. وهنأ في الرسالة تحالف باكاتان هارابان على "أدائهم القوي" في الانتخابات، وأشار إلى "العلاقة الموضوعية الطويلة الأمد" بين البلدين ، مضيفًا أن البلدين يمكنهما "فعل الكثير" معًا لتعزيز الانفتاح والاستقرار والتواصل في علاقتهما الثنائية.[183] اتصل لي بأنور في 25 نوفمبر 2022 ليكرر تهنئته، ودعاه لزيارة سنغافورة قريبًا؛ في المقابل، رد أنور على لي على تويتر بأنه يتطلع إلى مقابلته "في أقرب فرصة".[184]

## وصلات خارجية
- الصفحة الرئيسية للجنة الانتخابات في ماليزيا